# In Quo Country
In Quo Country è un album di Bob Young, uscito nel 1985.

## Tracce
1. Down Down - 3:30 - (F.Rossi/B.Young)
2. Can't Give You More - 3:44 - (F.Rossi/B.Young)
3. Claudie - 3:50 - (F.Rossi/B. Young)
4. Caroline - 3:56 - (F.Rossi/B. Young)
5. Mean Girl - 4:26 - (F.Rossi/B.Young)
6. Shady Lady - 3:00 - (F.Rossi/B.Young)
7. I Saw The Light - 4:05 - (F.Rossi/B.Young)
8. Nightride - 3:23 - (R.Parfitt/B.Young)
9. Living On An Island- 3:47 - (R.Parfitt/B. Young)
10. Dirty Water - 5:47 - (F.Rossi/B.Young)

## Formazione
- Bob Young (Armonica a bocca, voce, cori)
- Micky Moody (Chitarra, cori)
- Albert Lee (Chitarra)
- Billy Bremner (Chitarra)
- John McKenzie (Basso)
- Mo Foster (Basso)
- Terry Stannard (Batteria)
- Gavin Povey (tastiere)
- Graham Presket (tastiere), violino)
- B. J. Cole (Pedal Steel Guitar)
- Pete Wiltshire (Pedal Steel Guitar)
- The Pete Thoms Horn (Fiati)
- Frank Ricotti (Percussioni)
- Gus Campbell (Percussioni)
- Bill Glancy (Percussioni)
- Kim Goodie (Cori)
- Rick Parfitt (Cori)
- Ed Hamilton (Cori)
- Fastbuck (Cori)